# NGC 262
NGC 262 è una galassia a spirale o ellittica, situata nella costellazione di Andromeda.

## Descrizione
La galassia presenta una larga riga a 21 cm dell'idrogeno neutro.
NGC 262 viene considerata una galassia attiva e classificata come galassia di Seyfert di tipo 2. È inoltre una galassia con un nucleo brillante nell'ultravioletto e figura nel catalogo di Markarian con il codice Mrk 348 (MK 348).

## Scoperta
NGC 262 è stata scoperta il 17 settembre 1885 dall'astronomo americano Lewis Swift.

## Gruppo di NGC 315
NGC 262 fa parte del gruppo di NGC 315, un raggruppamento che comprende almeno una quarantina di galassie. Oltre a NGC 262, i principali membri del gruppo sono: NGC 226, NGC 243, NGC 252, NGC 260, NGC 266, NGC 311, NGC 315, NGC 338, IC 43, IC 66 e IC 69.